# Каппеллотто, Валерия
Валерия Каппеллотто (итал. Valeria  Cappellotto, 28 января 1970, Новента-Вичентина, Венеция — 17 сентября 2015, Марано-Вичентино, Венеция) — итальянская шоссейная велогонщица, чемпионка мира по шоссейным велогонкам (1997).

## Карьера
Первого значимого успеха добилась в 1987 году, став победительницей Пикколо Трофео Альфредо Бинды, юниорской версии Трофей Альфредо Бинды. В последующее годы (в середине 1900-х) дважды побеждала уже на самом Трофей Альфредо Бинды — коммуны Читтильо. Выиграла Джиро ди Тоскана — Мемориал Микелы Фанини.
Дважды принимала участие в Летних Олимпийских играх. Сначала в 1992 году в составе сборной Италии на летних Олимпийских играх в Атланте где выступила в групповой гонке, по итогам которой заняла 17-е место. Второй раз в 2000 году в составе сборной Италии на летних Олимпийских играх в Сиднее, где выступила в групповой гонке, по итогам которой заняла 31-е место.
Несколько раз участвовала в чемпионате мира. Наивысшим результатом стало 5-е место в групповой гонке на чемпионате 1998 и 1999 года.
В 1999 году, после нескольких вторых мест, стала чемпионкой Италии в групповой гонке.
Неоднократно выступала на Джиро Роза и Гранд Букль феминин, выиграв один этап Джиро и два на Гранд Букль.
Скончалась 17 сентября 2015 года в Марано-Вичентино от неизлечимой болезни в возрасте 45 лет.

## Личная жизнь
Старшая сестра Алессандра Каппеллотто — чемпионка мира и Италии по шоссейному велоспорту.

## Достижения
1987
Пикколо Трофео Альфредо Бинды
1991
2-я на Чемпионат Италии — групповая гонка
1992
3-я на Чемпионат Италии — групповая гонка
17-я на Олимпийские игры — групповая гонка
1995
Трофей Альфредо Бинды — коммуны Читтильо
2-я на Чемпионат Италии — групповая гонка
3-я на Masters Féminin
4-я на Джиро Донне
1996
Трофей Альфредо Бинды — коммуны Читтильо
1997
2-й и 9-й этапы на Гранд Букль феминин
3-й этап на Джиро Донне
2-я Гран-при Ченто — Карневале д’Эуропа
3-я на Чемпионат Италии — групповая гонка
1998
Джиро ди Тоскана — Мемориал Микелы Фанини
5-я на Чемпионат мира — групповая гонка
1999
 Чемпионат Италии — групповая гонка
5-я на Чемпионат мира — групповая гонка
2000
31-я на Олимпийские игры — групповая гонка

## Статистика выступления наГранд-турах
| Гонка / Год         | 1989           | 1990           | 1991           | 1992           | 1993 | 1994 | 1995 | 1996 | 1997 | 1998 | 1999 | 2000   |
| ------------------- | -------------- | -------------- | -------------- | -------------- | ---- | ---- | ---- | ---- | ---- | ---- | ---- | ------ |
| Гранд Букль феминин | не проводилась | не проводилась | не проводилась | 31             | —    | —    | 24   | 17   | 23   | 28   | —    | —      |
| Джиро Роза          | 33             | 33             | не проводилась | не проводилась | 25   | 18   | 4    | 19   | 12   | 15   | 17   | DNF-13 |

## Рейтинги
| Год                 | 2000 |
| ------------------- | ---- |
| Мировой рейтинг UCI | 90-й |
|                     |      |
| Источник: UCI       |      |